# Onorio (nome)
Onorio  è un nome proprio di persona italiano maschile.

## Varianti
- Alterati: Onorino[2][3], Onoretto[3]
- Femminili: Onoria[2][3]
  - Alterati: Onoretta[2][3], Onorina[2][3]

### Varianti in altre lingue
- Catalano: Honori[4], Honorí[4]
- Francese
  - Femminili: Honorine[5]
- Latino: Honorius[1][6][7], Honorinus[5]
  - Femminili: Honoria[6][7], Honorina[5]
- Polacco: Honoriusz
  - Femminili: Honoryna
- Portoghese: Honório[7]
- Spagnolo: Honorio[4], Honorino[4]

## Origine e diffusione
Deriva dal latino Honorius, un cognomen piuttosto frequente a partire dall'epoca imperiale; nome dall'etimologia trasparente, deriva da termine honor ("onore", "alta dignità morale", in origine "carica pubblica", "ricompensa onorifica"); il significato può essere interpretato come "onorabile". Da Honorius discendeva come patronimico -e quindi come nome ben distinto- Honorinus (femminile Honorina), ma i loro corrispettivi moderni ("Onorino" e "Onorina" in italiano) vengono in genere considerati semplici diminutivi.
Il nome venne portato, tra gli altri, da diversi santi dei primi secoli e da quattro papi. In italiano moderno è raro; negli anni 1970 si contavano circa 3400 occorrenze di "Onorio", più cinquecento circa di "Onoria" e 1400 circa di "Onorino"; tutte queste forme erano comunque surclassate da "Onorina", che si attestava sulle quindicimila occorrenze. 
In Inghilterra il nome latino ha conosciuto un uso, comunque scarso, solo a partire dal XVI secolo; più diffusa la forma femminile Honoria, che in tal caso costituisce però una variante di Honora (un nome nativo, frequente nel medioevo, dall'etimologia comunque identica). In lingua francese il nome Honoré viene talvolta usato come variante di Onorio, ma corrisponde invece a Onorato (nome che comunque ha origine e significato analoghi a Onorio).

## Onomastico
L'onomastico si può festeggiare in memoria di più santi, alle date seguenti:
- 5 gennaio, sant'Onorio, martire in Africa[1][9]
- 6 gennaio, sant'Onorio, martire[1][9]
- 9 gennaio, sant'Onorio di Buzançais, martire a Parthenay nel 1250[9]
- 16 gennaio, sant'Onorio, martire a Roma[1]
- 27 febbraio, sant'Onorina, martire in Normandia sotto Diocleziano[4][10]
- 5 aprile, sant'Onorio od Onorato, martire in Sicilia[1]
- 24 aprile, sant'Onorio, eremita e vescovo di Brescia[1][9][4]
- 10 maggio, santi Onorio e Onoria, martiri a Tarso[1]
- 16 maggio, sant'Onorio od Onorato, vescovo di Amiens[9]
- 31 maggio, sant'Onorio, martire a Gerona[1][9]
- 2 giugno, sant'Onora, martire a Roma[1]
- 19 giugno, sant'Onorio, martire a Roma con i santi Evodio e Pietro[1]
- 30 settembre, sant'Onorio, vescovo di Canterbury[1][9][11]
- 21 novembre, sant'Onorio, martire ad Ostia sotto Diocleziano[9]
- 30 novembre, beato Honorio de Orihuela, sacerdote cappuccino, uno dei martiri della guerra civile spagnola[11]
- 30 dicembre, sant'Onorio, martire ad Alessandria d'Egitto con altri compagni per mano dei monofisiti[1][9]

## Persone

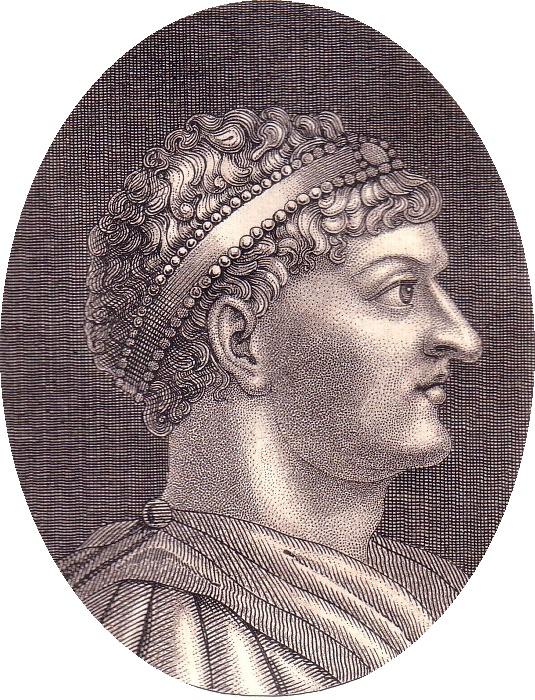
Onorio

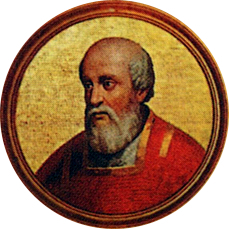
Papa Onorio II

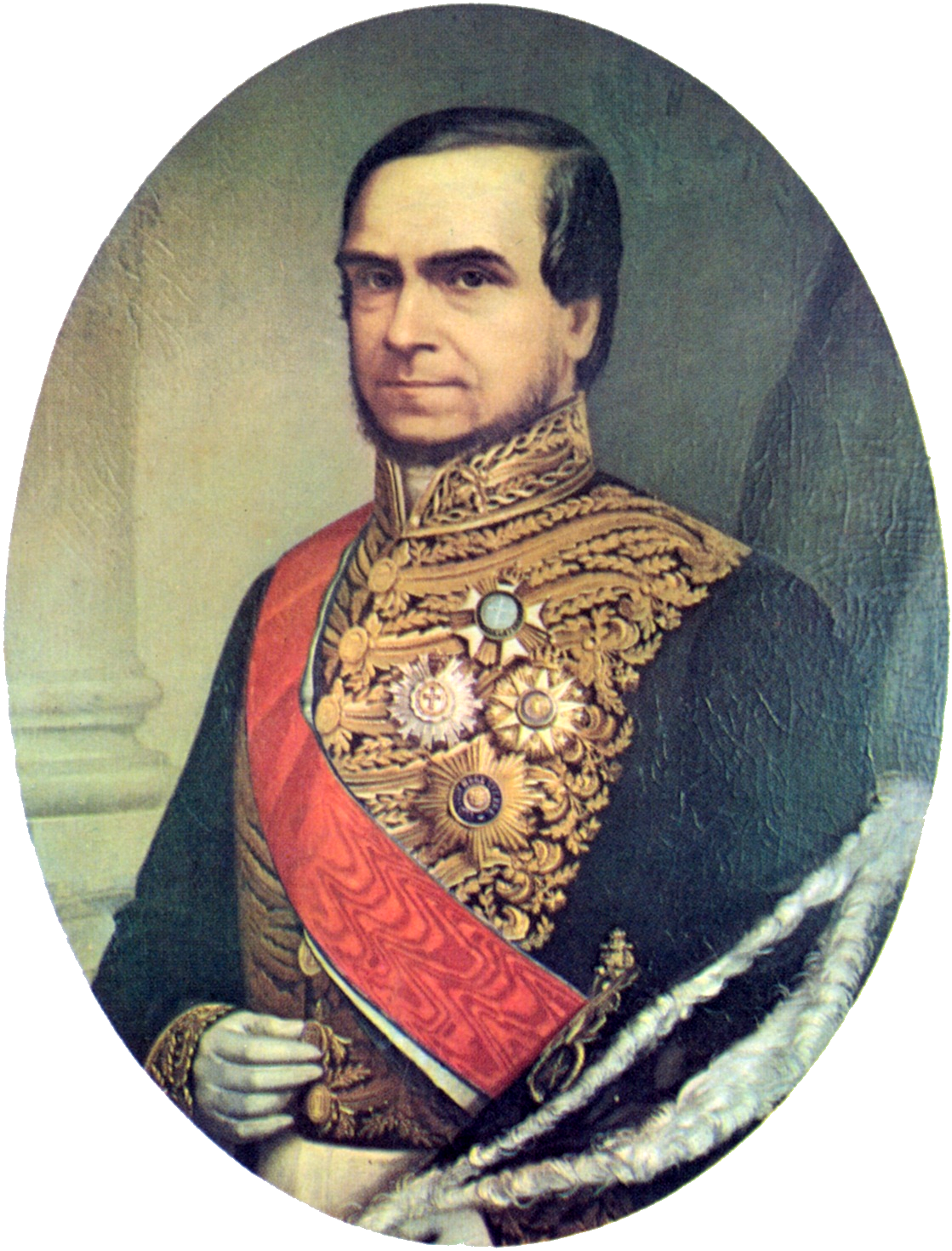
Honório Carneiro Leão

- Onorio, imperatore romano d'Occidente
- Onorio I, 70º Papa della Chiesa cattolica
- Onorio II, 163º papa della Chiesa cattolica
- Onorio III, 177º papa della Chiesa cattolica
- Onorio IV, 190º papa della Chiesa cattolica
- Onorio II, antipapa della Chiesa cattolica
- Onorio, vescovo di Brescia
- Onorio, vescovo di Canterbury
- Onorio d'Autun, monaco, filosofo e teologo tedesco
- Onorio da Maglie, copista greco
- Onorio Busnelli, calciatore italiano
- Onorio Cengarle, politico e sindacalista italiano
- Onorio De Vito, compositore italiano
- Onorio Longhi, architetto e poeta italiano
- Onorio Marinari, pittore italiano
- Onorio Savelli, nobile e criminale italiano

### Varianti maschili
- Honorio Banario, artista marziale misto filippino
- Honório Carneiro Leão, politico brasiliano
- Honorio Delgado, psichiatra e filosofo peruviano
- Honorino Landa, calciatore cileno
- Honorio Pueyrredón, politico, diplomatico e giurista argentino

### Varianti femminili
- Giusta Grata Onoria, augusta dell'Impero romano
- Onorina Brambilla, partigiana e sindacalista italiana
- Onorina Tomasin-Brion, imprenditrice e dirigente d'azienda italiana

## Il nome nelle arti
- Honorio Bustos Domecq era uno pseudonimo utilizzato da Jorge Luis Borges e Adolfo Bioy Casares per i libri scritti a quattro mani.
- Onoria è un personaggio della miniserie televisiva La primavera di Michelangelo, interpretato da Ornella Muti.

## Toponimi
- 236 Honoria è un asteroide della fascia principale, che prende il nome da Giusta Grata Onoria.